# David McDonald
David McDonald es un deportista australiano que compitió en judo. Ganó una medalla de bronce en el Campeonato de Oceanía de Judo de 1979, en la categoría de –60 kg.

## Palmarés internacional
| Campeonato de Oceanía | Campeonato de Oceanía   | Campeonato de Oceanía | Campeonato de Oceanía |
| Año                   | Lugar                   | Medalla               | Categoría             |
| --------------------- | ----------------------- | --------------------- | --------------------- |
| 1979                  | Rotorua (Nueva Zelanda) | Medalla de bronce     | –60 kg                |